# Poecilium puncticolle
Poecilium puncticolle là một loài bọ cánh cứng trong họ Cerambycidae.